# 金国祥
金国祥（1908年—1953年），原名金学祥，曾名金雪鸥、兰尘侣、王一鸣、王正铭等。浙江玉环县楚门人。中国共产党早期人物。

## 生平
金国祥早年考入浙江省立第十中学。后任国民党永嘉县党部青年干事，组织温州青年协进会。1925年，加入中国共产党。四一二事变后，秘密创办《照胆》报，后遭查封。1929年，在上海艺术大学学习。1929年5月，中共台州中心县委书记石瑞芳抵达玉环进行考察，了解到闹荒分粮遭到了地主的武装反抗，决定组织各地建立农民武装，并在温岭坞根游击队的影响下筹建游击队。同年6月，金国祥从上海回温州，中共永嘉中心县委指派金国祥为中共玉环县特派员。金国祥在楚门，与任高铭等接上关系。8月24日，中共台州中心县委召开第三次会议，增补金国祥为中心县委委员:5。
1930年1月，中共台州中心县委组织发动年关斗争，随后国共双方在楚门等地发生大量枪战:18。2月下旬，中央巡视员金贯真抵达玉环楚门、清港等地，成立中共楚门区委，金国祥兼任书记。之后中共芦岙区委、中共盐盘区委相继成立，分别由蔡育土、张显章担任书记。三个区委成立后，金国祥返回温州，和胡公冕一起到永嘉组织武装。同年3月，温岭玉环两地的游击队合并成立坞根游击大队:19。1930年5月9日，中共中央对地方赤卫队游击队进行整编:20。浙南农民武装改编为中国工农红军第十三军（胡公冕担任军长、金贯真担任政委、陈文杰任政治部主任），下辖三个团，金国祥担任红一团政委。6月18至22日，金国祥代表玉环出席浙南第三次党代会大会，会后他陪同杨敬燮回玉环，召开全县党员代表大会，选举成立中共玉环县委。金国祥兼任县委书记，蔡育土、任高铭、张显章、杨则益为委员，领导县境3个区委与18个党支部:6。中共玉环县委成立后，金国祥即赴上海汇报工作。县委日常工作由蔡育土等委员负责。
8月下旬，陪同中央巡视员潘心元返回温州地区。11月上旬，中共浙南特委改组，调金国祥任中共台州中心县委书记兼临海县委书记，中共玉环县委自行解散，下辖区委及支部全部停止活动:7。1931年7月，金国祥在海门被捕，被判刑12年。期间供述创建红十三军以及在温、台各县活动经历，供出另两名台州中心县委成员，加之同母兄林任望从中活动，得到减刑，1935年转浙江省反省院，后被保释:678。
出狱后去日本读书。抗日战争爆发后回国，先后在国民党中央政治学校、第六战区《新湖北日报》编辑部工作，参加武汉战时干训团。1949年初回乡养病，解放军攻占玉环后。同年5月，他回到上海，经营南货来维持生计。1953年，金国祥在上海东亚中学任教。同年肺病复发病故，享年55岁。